# 1117 Регініта
1117 Регініта (1117 Reginita) — астероїд головного поясу, відкритий 24 травня 1927 року.
Тіссеранів параметр щодо Юпітера — 3,600.